# Tourist Trophy

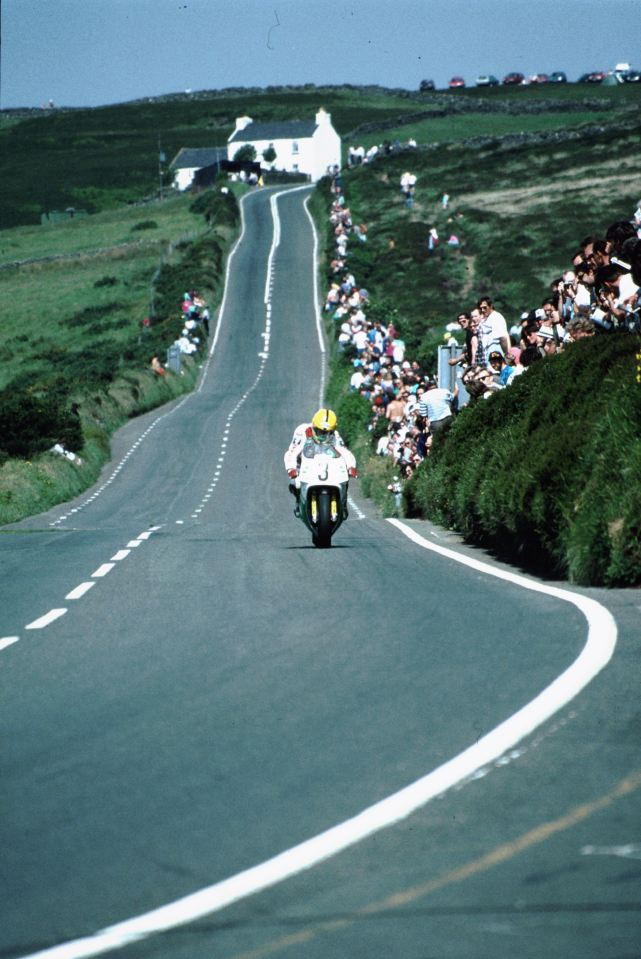
Joey Dunlop su Honda RC30 al Tourist Trophy 1992, nel tratto di strada tra Kates' cottage e Creg Ny Baa.

Il Tourist Trophy (solitamente abbreviato in TT o IOMTT) è una corsa motociclistica che si corre, solitamente la prima settimana di giugno, sul circuito stradale dello Snaefell Mountain Course, circuito di 60,72 chilometri (37,73 miglia) sull'isola di Man. Nei primi anni del Novecento vi era una gara per automobili, ma questa venne poi trasferita, a partire dal 1928, in altri circuiti tra Irlanda del Nord e Inghilterra.
Dall'anno della sua prima edizione (1907), molte vittime si sono registrate tra i piloti che vi prendevano parte, date le numerose insidie insite nella pista, che si snoda per 60,7 km tra case, muretti, pali della luce e differenti condizioni climatiche, il tutto da ripetersi per più giri a seconda della categoria. A tutto il 2022 il numero di piloti rimasti uccisi sul circuito ha toccato quota 264, contando anche due morti durante la parata storica che precede la corsa, a cui si aggiungono un ufficiale di gara e due spettatori.
Il Tourist Trophy fu valido come Gran Premio di Gran Bretagna dalla prima edizione del Motomondiale nel 1949 e fino al 1976, quando venne escluso dal calendario iridato per l'eccessiva pericolosità del circuito. Dal 1977 al 1990 viene inserito nel calendario del campionato mondiale Formula TT, campionato creato proprio per dare visibilità a questa gara a seguito dell'esclusione dal motomondiale.

## Storia

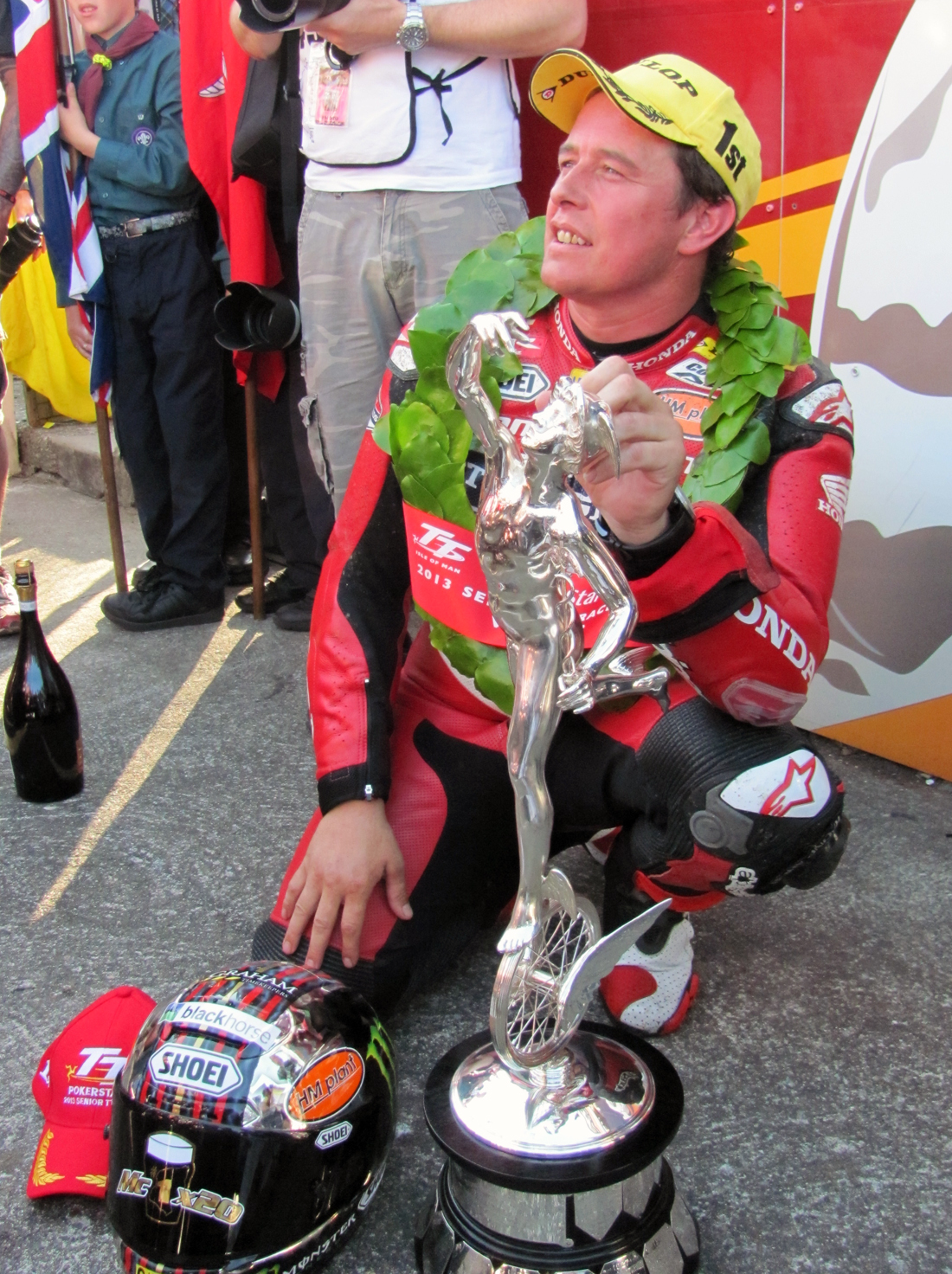
John McGuinness in posa a fianco del trofeo che spetta ai vincitori del Tourist Trophy, rappresentante il Mercurio alato.

Dopo i primi anni dominati da piloti e case britanniche il Tourist Trophy aumentò la sua fama e vi cominciarono a giungere piloti da tutto il mondo ansiosi di misurarsi con gli specialisti inglesi; i piloti italiani, dopo la partecipazione (sotto licenza francese) di Giosuè Giuppone nel 1909, fecero le prime comparse negli anni venti con Achille Varzi che, nel 1924, fu il primo a portare a termine un Tourist Trophy. La prima vittoria di un pilota italiano fu invece ad opera di Omobono Tenni che vinse in sella ad una Moto Guzzi 250 nel 1937.
Negli anni in cui fece parte delle gare del motomondiale anche altri piloti italiani conquistarono importanti vittorie: tra di essi Carlo Ubbiali, Tarquinio Provini e Giacomo Agostini che, con 10 vittorie, fa parte dei piloti più vittoriosi sull'Isola di Man. Lo stesso Agostini, al riguardo del TT disse: "Per vincere al Tourist Trophy occorre fare le curve lente piano e le curve veloci forte".
La gara richiamò anche sempre più l'interesse dei costruttori e, ad esempio, la Honda scelse l'Isola di Man per il debutto delle sue motociclette da corsa in Europa.
Il pilota più vittorioso sul circuito è Michael Dunlop con 30 successi, seguito da Joey Dunlop, pilota britannico scomparso nel 2000 che è riuscito a conquistare nella sua lunga carriera 26 successi, seguito da John McGuinness con 23 e dal più volte campione del mondo Mike Hailwood con 14, mentre il primato di vittorie in una singola edizione (5 vittorie su 5 gare disputate) è stato fatto registrare da Ian Hutchinson nell'edizione 2010 della corsa.
Sull'Isola di Man il TT viene vissuto come un rito, e come tale vive di cerimoniali e storie antiche. Tra le tradizioni da ricordare c'è quella legata al tabellone segnatempi, un lunghissimo casellario di legno posto sul rettilineo del traguardo, che fin dal 1907 viene aggiornato con i tempi dei piloti dai giovani boy-scout dell'isola di Man; oppure quella che vedeva protagonista Gwen Crellin, soprannominata "la Dama bianca".

## Classifica totale dei vincitori del TT
Fonte
| Pilota | Vittorie |
| --- | -------- |
| Michael Dunlop | 33       |
| Joey Dunlop | 26       |
| John McGuinness | 23       |
| Dave Molyneux | 17       |
| Ian Hutchinson | 16       |
| Peter Hickman, Mike Hailwood | 14       |
| Bruce Anstey | 12       |
| Steve Hislop, Phillip McCallen | 11       |
| Giacomo Agostini, Ben Birchall, Tom Birchall, Rob Fisher, Ian Lougher, Stanley Woods | 10       |
| Mick Boddice, David Jefferies, Siegfried Schauzu | 9        |
| Jim Moodie, Chas Mortimer, Phil Read, Daniel Sayle, Charlie Williams | 8        |
| Mick Grant, Wolfgang Kalauch, Tony Rutter, Michael Rutter | 7        |
| Chas Birks, Geoff Duke, Jimmy Guthrie, Rick Long, Chris Palmer, Jim Redman, John Surtees | 6        |
| Alec Bennett, Nick Crowe, Robert Dunlop, Brian Reid, Carlo Ubbiali | 5        |
| Klaus Enders, Freddie Frith, Walter Handley, Trevor Ireson, Benga Johannson, Dave Leach, Ray Pickrell, Tarquinio Provini, Horst Schneider, Barry Smith, Bill Smith, Jock Taylor, John Williams | 4        |
| Ray Amm, Adrian Archibald, Graeme Crosby, Harold Daniell, Max Deubel, Ralf Engelhardt, Ryan Farquhar, Patrick Farrance, Carl Fogarty, Alex George, Tom Herron, Darren Hope, Emil Hörner, Alan Jackson Jr, Tony Jefferies, Geoff Johnson, Klaus Klaffenböck, Robert McElnea, Bob McIntyre, Phil Mellor, Dave Morris, Clive Pollington, Walter Schneider, Ian Simpson, Rolf Steinhausen, Hans Strauß, Luigi Taveri, Don Williams, Barry Woodland, Dean Harrison | 3        |
| Hugh Anderson, Fergus Anderson, Manliff Barrington, Artie Bell, Geoff Bell, Lowry Burton, Kel Carruthers, Bernard Codd, Charlie Collier, Keith Cornbill, Mark Cox, Steve Cull, Pat Cushnahan, Howard R Davies, Freddie W Dixon, Charlie J P Dodson, Cameron Donald, Iain Duffus, Karl Ellison, Bob Foster, Dick Greasley, Manfred Grunwald, Hermann Hahn, Craig Hallam, Shaun Harris, John Hartle, Pete Hill, Fritz Hillebrand, Mac Hobson, Gary Hocking, Josef Huber, Tim Hunt, Boyd Hutchinson, Bill Ivy, Gary Johnson, Alistair King, Con Law, Eddie Laycock, Bill Lomas, Nick Long, Graeme McGregor, Trevor Nation, Gary Padgett, Steve Plater, Jack A Porter, Nick Roche, Cecil Sandford, Dave Saville, Tom Sheard, Edwin Twemlow, Malcolm Uphill, Dave Wells, Eric Williams, Michael Wynn, Ivan Lintin | 2        |
| Nick Jefferies, Harry A Collier, Harry Reed, Jack Marshall, Rem Fowler, Cromie McCandless, Leslie Graham, Steve Abbott, Dario Ambrosini, F A Applebee, Ken Arber, Reg Armstrong, Georg Auerbacher, Ross Williams, Peter Williams, Paul Williams, Cyril Williams, M Lockwood, Ken Kavanagh, Ray Knight, Ewald Kluge, Georg Meier, Brian Morrison, Johnny Rea, Oliver Godfrey, Tim Wood, Frank Whiteway, Cyril G Pullin, Tommy C de la Hay, Fritz Scheidegger, Norman Brown, Trevor Burgess, Ralph Bryans, Roger Burnett, Jack Findlay, Phil Carpenter, Dave Croxford, Graham Penny, Ernst Degner, Mitsuo Itoh, Stuart Graham, Ron Haslam, Bill Simpson, Martyn Sharpe, Keith Martin, Mike Rogers, Omobono Tenni, Florian Camathias, John Holden, Andrew Winkle, Lee Johnston                                  | 1        |

## Primati sul giro
fonte: (EN) Sito ufficiale del Tourist Trophy, su iomtt.com. URL consultato il 28 aprile 2024.
| Categoria                             | Pilota             | Motocicletta    | Pneumatici  | Anno | Tempo     | Velocità media             |
| ------------------------------------- | ------------------ | --------------- | ----------- | ---- | --------- | -------------------------- |
| Record Assoluto                       | Peter Hickman      | BMW S1000RR     | Dunlop      | 2018 | 16'42.778 | 135.452 mph / 217,980 km/h |
| Superbike TT                          | Peter Hickman      | BMW S1000RR     | Dunlop      | 2018 | 16'42.778 | 135.452 mph / 217,980 km/h |
| Supersport TT                         | Michael Dunlop     | Honda CBR 600RR | Dunlop      | 2018 | 17'31.328 | 129.197 mph / 207,922 km/h |
| Lightweight TT (Supertwins - 650 cm³) | James Hillier      | Kawasaki ER-6   | Metzeler    | 2015 | 18'43.955 | 120.848 mph / 194,486 km/h |
| Lightweight TT (250 cm³)              | John McGuinness    | Honda RS250     | Dunlop      | 1999 | 19'18.200 | 118.290 mph / 190,370 km/h |
| Ultra-Lightweight TT (125 cm³)        | Chris Palmer       | Honda RS125     | Bridgestone | 2004 | 20'20.870 | 110.520 mph / 177,864 km/h |
| TT Zero                               | John McGuinness    | Mugen Shinden   | Dunlop      | 2015 | 18'58.743 | 119.279 mph / 191,960 km/h |
| Senior TT                             | Michael Dunlop     | BMW S 1000 RR   | Dunlop      | 2016 | 16'53.929 | 133.962 mph / 215,591 km/h |
| Superstock TT                         | Peter Hickman      | BMW S 1000 RR   | Dunlop      | 2018 | 16'50.601 | 134.403 mph / 216,300 km/h |
| Sidecar TT                            | Ben e Tom Birchall | LCR Honda 600   | Avon        | 2017 | 19'19.746 | 117.119 mph / 188,484 km/h |

## Categorie
- Senior TT
- Junior TT
- Lightweight TT
- Ultra-Lightweight TT
- Sidecar TT
- TT Zero

## Circuiti
- Snaefell Mountain Course
- Clypse Course

## Nei media
Il Tourist Trophy ha sempre ottenuto una forte attenzione da parte dei mezzi di comunicazione di massa e, di recente, è stato protagonista di un film documentario intitolato TT3D: Closer to the Edge, che narra dell'approccio alla gara di alcuni dei piloti di punta, con particolare interesse verso il britannico Guy Martin.